# Bornito de Sousa
Bornito de Sousa Baltazar Diogo, més conegut com a Bornito de Sousa, (Quéssua, Malange, 23 de juliol de 1953) és un docent universitari i polític angolès, Ministre d'Administració del Territori d'Angola, des del 2 de febrer de 2010. Ha estat designat candidat a vicepresident d'Angola pel MPLA a les eleccions legislatives d'Angola de 2017. Després de la victòria del MPLA fou nomenat vicepresident.

## Biografia
Bornito de Sousa va néixer a Quéssua, a la província de Malanje, a Angola, el 23 de juliol de 1953. És fill de Job Baltazar Diogo i Catarina Manuel Simão Bento i està casat amb Maria José Rodrigues Ferreira Diogo, amb la que té 2 filles i 1 fill (José Filipe).
Estudià al Liceu Salvador Correia i, posteriorment, ingressà a la Universitat Agostinho Neto, on es va llicenciar en Dret. Parla anglès, francès i castellà i té coneixements bàsics de kimbundu. Actualment resideix a Maianga, a la província de Luanda.
Ha estat diputat a l'Assemblea Nacional, president del Grup Parlamentari del MPLA); President de la Comissió de Relacions Exteriors de l'Assemblea Nacional; President de la Comissió d'Afers Jurídics, Regiment i Mandats de l'Assemblea Nacional; President de la Comissió Constitucional de l'Assemblea Nacional; Vicepresident de l'Assemblea Parlamentària Paritària ACP – UE i 1r Secretari de les Joventuts del MPLA.
Fou nomenat Ministre d'Administració del Territori d'Angola el 2 de febrer de 2010 i fou reconduït per a les mateixes funcions l'1 d'octubre de 2012, després de les eleccions legislatives d'Angola de 2012.
Actualment és catedràtic de Ciències Polítiques i Dret Constitucional de la Facultat de Dret de la Universitat Catòlica d'Angola. Anteriorment ho fou a la Universitat Agostinho Neto.

## Obres
- Angola – História Constitucional amb Adérito Correia.